# Trzeci rząd Jacques’a Santera i Jacques’a Poosa
Trzeci rząd Jacques’a Santera i Jacques’a Poosa – rząd Luksemburga pod kierownictwem premiera Jacques’a Santer i wicepremiera Jacques’a Poosa. Zastąpił ich drugi gabinet.
Gabinet został powołany 13 lipca 1994 po wyborach parlamentarnych z tego samego roku. Rząd utworzyli dotychczasowi partnerzy koalicyjni: Chrześcijańsko-Społeczna Partia Ludowa (CSV) oraz Luksemburska Socjalistyczna Partia Robotnicza (LSAP). 20 stycznia 1995 zakończył urzędowanie Jacques Santer, który złożył rezygnację w związku z przejściem do pracy w Komisji Europejskiej. Obowiązki premiera przejął wówczas Jean-Claude Juncker (pozostał przy tym na swoich funkcjach, a także został ministrem stanu i ministrem skarbu). 26 stycznia tegoż roku powstał rząd Jean-Claude’a Junckera i Jacques’a Poosa.

## Skład rządu
- Jacques Santer (CSV)
  - premier, minister stanu, minister kultury
- Jacques Poos (LSAP)
  - wicepremier, minister spraw zagranicznych, handlu zagranicznego i współpracy rozwojowej
- Fernand Boden (CSV)
  - minister rodziny i solidarności, minister ds. klasy średniej i turystyki, minister służb publicznych
- Jean Spautz (CSV)
  - minister spraw wewnętrznych, minister mieszkalnictwa
- Jean-Claude Juncker (CSV)
  - minister finansów, minister pracy
- Marc Fischbach (CSV)
  - minister edukacji, minister sprawiedliwości
- Johny Lahure (LSAP)
  - minister zdrowia, minister środowiska
- Robert Goebbels (LSAP)
  - minister gospodarki, minister robót publicznych, minister energii
- Alex Bodry (LSAP)
  - minister planowania przestrzennego, minister sił policyjnych, minister ds. kultury fizycznej i sportu, minister ds. młodzieży
- Marie-Josée Jacobs (CSV)
  - minister rolnictwa, winogrodnictwa i rozwoju obszarów wiejskich, minister delegowany ds. kultury
- Mady Delvaux-Stehres (LSAP)
  - minister zabezpieczenia społecznego, minister transportu, minister komunikacji
- Georges Wohlfart (LSAP)
  - sekretarz stanu